# 2K busz (Siófok)
A siófoki 2K autóbusz a siófoki autóbusz-állomás és Sóstó, kemping között közlekedik. Az aranyparti nyaralóövezetet járja végig.

## Útvonala
| Sóstó, kemping felé |
| --- |
| Autóbusz-állomás – Fő utca – Kinizsi Pál utca – Petőfi sétány – Beszédes József sétány – Herman Ottó utca – Szent László utca – Darnay Kálmán tér – Szent László utca – Csónak utca - Baross Gábor utca |

| Autóbusz-állomás felé |
| --- |
| Baross Gábor utca - Csónak utca – Szent László utca – Darnay Kálmán tér – Szent László utca – Berzsenyi Dániel utca – Beszédes József sétány – Petőfi sétány – Kinizsi Pál utca – Fő utca – Autóbusz-állomás |

## Megállóhelyei
| Menetidő | Megállóhelyek                              |                                            | Átszállás                           |
| -------- | ------------------------------------------ | ------------------------------------------ | ----------------------------------- |
| 0        | Autóbusz-állomás                           | Autóbusz-állomás                           | Siófok 1, 2, 3, 4, 6, 7, 16, 61, 64 |
| 2        | Kinizsi utca                               | Kinizsi utca                               | 2                                   |
| 3        | Mikes Kelemen utca                         | Mikes Kelemen utca                         | 2                                   |
| 5        | Tamási Áron utca                           | Tamási Áron utca                           | 2                                   |
| 6        | Muzsinszki utca                            | Muzsinszki utca                            | 2                                   |
| 7        | Berzsenyi utca                             | Berzsenyi utca                             | 2                                   |
| 9        | Darnay tér                                 | Darnay tér                                 | 2                                   |
| 11       | Gábor Áron utca                            | Gábor Áron utca                            | 2                                   |
| 13       | Szabadifürdő vasútállomás (Galerius fürdő) | Szabadifürdő vasútállomás (Galerius fürdő) | Szabadifürdő 2                      |
| 14       | Nyaralótelep                               | Nyaralótelep                               | 2                                   |
| 15       | Kenesei utca                               | Kenesei utca                               |                                     |
| 16       | Szabadisóstó vasútállomás                  | Szabadisóstó vasútállomás                  |                                     |
| 18       | Sóstó,kemping                              | Sóstó,kemping                              |                                     |